# Universidad de Edimburgo
La Universidad de Edimburgo (University of Edinburgh) es un centro de enseñanza superior e investigación situado en Edimburgo, Escocia, Reino Unido. Fundada en 1582 (abrió sus puertas en 1583), es la cuarta universidad más antigua de Escocia. La Universidad de Edimburgo recibe aproximadamente 60.000 solicitudes por año, convirtiéndose en la tercera universidad más popular por volumen de solicitudes del Reino Unido después de la Universidad de Oxford y la Universidad de Cambridge. La universidad de Edimburgo mantiene vínculos cercanos con la familia real británica, siendo su Rectora actual la Princesa Ana.
La Universidad de Edimburgo se encuentra en el número 15 del ranking mundial de universidades 2023 QS. El Research Excellence Framework, ranking de investigación del gobierno británico para determinar financiamiento para futuras investigaciones, posicionó a la Universidad de Edimburgo como la 4.ª universidad británica con mayor poder investigativo. Se encuentra en la posición número 12 para artes y humanidades del ranking 2014-2015 de Time. Esta universidad también se ubica en la posición número 15 en relación con la empleabilidad de sus graduados, de acuerdo al ranking 2013 de Global Employability University Ranking. Adicionalmente, se encuentra en la posición número 6 de las mejores universidades de Europa, de acuerdo al News' Best Global University Ranking de Estados Unidos. Es miembro del Grupo Russell y la League of European Research Universities, un grupo de 21 universidades dedicadas a la investigación en Europa. Además, tiene el tercer patrimonio más grande de las universidades del Reino Unido, después de Cambridge y Oxford.
La Universidad de Edimburgo jugó un papel central en el posicionamiento de Edimburgo como una ciudad fundamental en el desarrollo intelectual de la Ilustración, por lo que la ciudad recibió el nombre de la Atenas del Norte. Exalumnos de la universidad incluyen figuras centrales en la historia moderna como el físico Clerk Maxwell, el naturalista Charles Darwin, el filósofo David Hume, el matemático Thomas Bayes, el cirujano Joseph Lister, miembros que firmaron la independencia de los Estados Unidos como James Wilson, Joseph Witherspoon y Benjamin Rush, el inventor Alexander Graham Bell, el primer presidente de Tanzania Julius Nyerere, y escritores como Sir Arthur Conan Doyle, Robert Louis Stevenson, J. M. Barrie, Sir Walter Scott y J. K. Rowling. Las personas asociadas a la universidad incluyen 20 premios Nobel, 2 ganadores del premio Turing, 1 ganador del premio Abel, 1 premio Pulitzer y 3 primeros ministros del Reino Unido.
La Universidad de Edimburgo recibe aproximadamente 60.000 aplicaciones anuales, lo que la convierte en la tercera más popular del Reino Unido. No obstante, la aceptación es competitiva. En el periodo 2012-2013 la universidad solo aceptó al 11.5% de los postulantes. Después de la Universidad de St. Andrews, es la universidad más difícil para entrar en Escocia, y es la número 9 en el Reino Unido en esta área.

## Historia
Se atribuye la fundación de esta universidad al obispo Robert Reid, de la Catedral de San Magnus, Kirkwall, quien legó fondos tras su muerte en 1558.
La Universidad se estableció por un Decreto Real concedida por el rey Jacobo VI en   1582   (abrió sus puertas en 1583), deviniendo la cuarta universidad escocesa, en un momento en el cual Inglaterra, mucho más populosa y próspera, tenía tan solo dos.
En el siglo XVIII Edimburgo era uno de los centros principales de Europa y se desarrolló como una de las universidades importantes del continente.
En 2002 la universidad fue reorganizada y sus nueve facultades pasaron a agruparse en tres colegios, y desde entonces está organizada en los Colegios de Humanidades y Ciencias Sociales (HSS, College of Humanities and Social Sciences), de Ciencia e Ingeniería (SCE, Science and Engineering) y de Medicina y Medicina Veterinaria (MVM, Medicine and Veterinary Medicine).

## Reputación
El QS World University Rankings clasificó en 2014 a la Universidad de Edimburgo así:
- 6.ª en el Reino Unido
- 7.ª en Europa en general
- 11.ª en el mundo en Artes y Humanidades
- 3.ª en Europa en Artes y Humanidades
- 17.ª en el mundo en general

El Suplemento sobre Clasificación de Universidades del Mundo del periódico The Times [THES] clasificó la Universidad de Edimburgo en 2015/2016 así:
- 7.ª en el Reino Unido
- 24.ª en el mundo

Este mismo Suplemento clasificó a la Universidad de Edimburgo en 2005 así:
- 9.ª en Europa en general
- 16.ª en el mundo para la biomedicina
- 14.ª en el mundo según los reclutadores
- 27.ª en el mundo para artes y humanidad
- 38.ª en el mundo para la ciencia
- 30.ª en el mundo en general

## Asociaciones con otras universidades
La Universidad de Edimburgo es miembro del Grupo Russell de universidades británicas dedicadas a la investigación. También es la única universidad escocesa (y una de las tres universidades británicas, junto con las universidades de Oxford y Cambridge), que es miembro tanto del Grupo Coimbra como del LERU, dos grupos europeos de universidades. La Universidad de Edimburgo también es miembro del grupo Universitas 21, un grupo internacional de universidades. Además la Universidad de Edimburgo tiene lazos históricos y asociaciones con prestigiosas universidades en los Estados Unidos y Canadá, incluyendo miembros de la Ivy League y U15.

## Escuela de Medicina

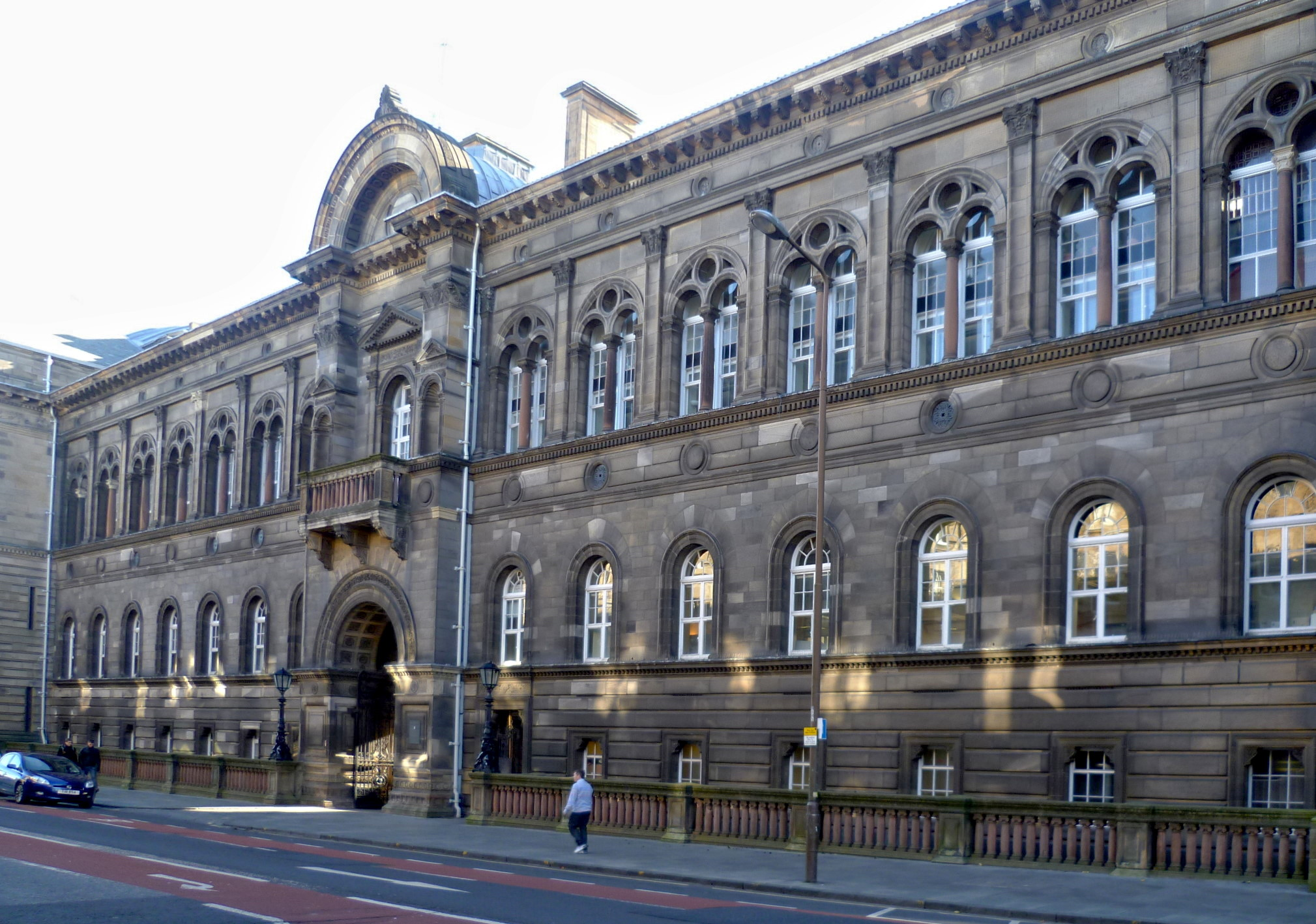
Edificio histórico de la Escuela de Medicina en Teviot Place.

La Escuela de Medicina forma parte de la Facultad de Medicina y Medicina Veterinaria de la Universidad de Edimburgo. Establecida hace casi 300 años, la Escuela de Medicina de Edimburgo es una de las más antiguas y de las mejores escuelas de medicina de Escocia y del Reino Unido. Ocupa el cuarto puesto en el Reino Unido, según The Guardian University Guide en 2009 y sexto, según la Buena Guía de la Universidad de The Times.
Desde 2008 esta escuela británica acepta unos 218 estudiantes de medicina por año y otros 16 estudiantes del extranjero. La admisión a la Escuela de Medicina de Edimburgo es muy competitiva, con más del 85% de los solicitantes y el Reino Unido el 92% de rechazo de los solicitantes de cada año.

## Organización de los estudiantes
Los estudiantes en la universidad son representados por el Consejo Representativo de los Estudiantes (SRC), fundado en 1884 por Robert Fitzroy Bell, y la Asociación de los Estudiantes de la Universidad de Edimburgo (EUSA), comprendiendo la Unión de Universidad de Edimburgo (EUU), fundada en 1889.

## Referencias

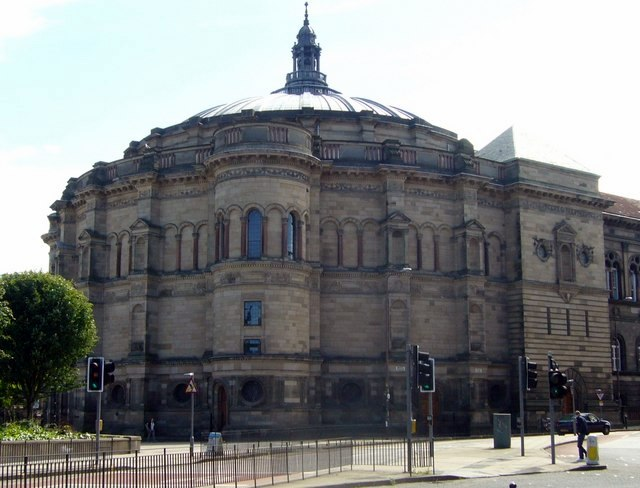
Pabellón McEwan